# Habenaria hosokawae
Habenaria hosokawae är en orkidéart som beskrevs av Noriaki Fukuyama. Habenaria hosokawae ingår i släktet Habenaria och familjen orkidéer. Inga underarter finns listade i Catalogue of Life.